# Благодатное (Черниговский район)
Благодатное (укр. Благодатне) — село,
Широкоярский сельский совет,
Черниговский район,
Запорожская область,
Украина.
Код КОАТУУ — 2325587903. Население по переписи 2001 года составляло 124 человека.

## Географическое положение
Село Благодатное находится на берегу пересыхающей реки Курошаны, выше по течению на расстоянии в 1,5 км расположено село Широкий Яр, а ниже по течению на расстоянии в 4,5 км расположено село Гришино (Токмакский район). Рядом проходит автомобильная дорога Р-37.

## История
- 1820 год — дата основания села под названием Гнаденталь.
- До 1871 года село входило в Молочанский меннонитский округ Бердянского уезда.[2]
- В 1945 году село переименовано в Благодатное[3].